# Manuel Könner
Manuel Könner SVD (* 15. August 1885 in Sabschütz, Landkreis Leobschütz, Provinz Schlesien; † 9. Dezember 1968) war ein deutscher römisch-katholischer Bischof, Steyler Missionar und Prälat von Foz do Iguaçu in Brasilien.

## Leben
Manuel Könner wurde am 29. September 1910 für die Steyler Missionare (SVD) zum Priester geweiht.
Am 17. Februar 1940 wurde er von Papst Pius XII. zunächst zum Apostolischen Administrator von Foz do Iguaçu ernannt.
Am 13. Dezember 1947 erfolgte dann die Ernennung zum Prälaten von Foz do Iguaçu und zum Titularbischof von Modra.
Die Bischofsweihe empfing er am 19. März 1948 durch den Apostolischen Nuntius in Brasilien, Carlo Chiarlo. Kokonsekratoren waren der Erzbischof von Belo Horizonte, Antônio dos Santos Cabral, und der Bischof von Valença, Rodolfo das Mercês de Oliveira Pena.
Am 20. Juni 1959 wurde Könner emeritiert.
Könner nahm als Konzilsvater an allen vier Sitzungsperioden des Zweiten Vatikanischen Konzils teil.
Könner verstarb am 9. Dezember 1968.